# Félix Poulat
Pour les articles homonymes, voir Poulat.
Félix Poulat né à Grenoble (Isère) le 11 juin 1846 et décédé à Saint-Égrève le 27 septembre 1896, fut maire de Grenoble pendant 6 mois.
Après ses études de droit, il s'engage dans le parti républicain. En 1870, il est condamné à deux mois de prison pour avoir traité Napoléon III de bandit couronné. Pendant la guerre de 1870, il s'engage dans le Ire zouave. Il est fait prisonnier à Sedan, mais réussit à s'échapper. Il est envoyé à Nice pour combattre une insurrection séparatiste. Attaqué un soir par des insurgés, il est blessé de 17 coups de couteau. Il rejoint ensuite l'armée de la Loire. Il s'oppose plus tard aux militaires qui veulent diriger sur Paris des armes (les fameuses mitrailleuses de Grenoble) contre la Commune, ce qui lui vaut une arrestation et une comparution en Cour d'Assises avec douze autres inculpés. Tous seront acquittés à la suite d'une belle plaidoirie de l'avocat viennois Antoine Ronjat.
Il abandonne son cabinet d'avocat pour devenir rédacteur du Réveil du Dauphiné. Il en deviendra le président du Conseil d'Administration en 1886. Il était aussi franc-maçon, initié à la loge des Arts réunis. Il est porté à la mairie de Grenoble le 17 mai 1896, mais il meurt accidentellement le 27 septembre de la même année lors d'un accident de calèche près de Saint-Égrève. Il est inhumé au cimetière Saint-Roch de Grenoble. Sur sa tombe, son buste en bronze réalisé par Henri Ding est surmonté de l'inscription « Il fut l’ami du peuple ».
Durant son court mandat, il inaugure en août 1896 l’École préparatoire de médecine et de pharmacie dans la rue Lesdiguières, ainsi que le monument à Doudart de Lagrée au square des Postes (actuel square Docteur-Martin).

## Hommages
- Une rue de l'hyper-centre de Grenoble porte son nom aujourd'hui.
- L'actuelle station Victor Hugo de la ligne A du tramway de Grenoble portait son nom jusqu'en 1999.

## Sources
- Pierre Barral, Le département de l'Isère sous la Troisième République 1870-1940, Librairie Armand Colin, 1962
- Les dictionnaires départementaux: Isère, Librairie Flammarion, 1906, p. 805-814